# Good Goodbye
Good Goodbye è un singolo del gruppo musicale statunitense Linkin Park, pubblicato il 13 aprile 2017 come terzo estratto dal settimo album in studio One More Light.

## Descrizione
Si tratta della seconda traccia dell'album e ha visto la partecipazione vocale dei rapper Pusha T e Stormzy. Secondo quanto spiegato dal rapper Mike Shinoda in un'intervista concessa a Be Box Music, il brano presentava in origine due strofe da lui rappate (oltre a quella di Pusha T) prima che lui e il resto del gruppo decidessero di coinvolgere Stormzy, da loro molto apprezzato. Lo stesso Shinoda ha in seguito aggiunto che il testo di Good Goodbye è di natura sarcastica e che non ha nulla a che vedere con il resto di One More Light.

## Promozione
Il 10 aprile 2017 il gruppo ha pubblicato il testo ufficiale del brano attraverso il sito Genius, venendo reso disponibile per lo streaming tre giorni più tardi attraverso il sito HipHop-N-More, data in cui è stato pubblicato per il download digitale.
Dal 12 maggio il brano è stato reso disponibile anche per il passaggio radiofonico in Europa.

## Video musicale
In concomitanza con la pubblicazione del singolo, i Linkin Park hanno pubblicato un lyric video diretto da Rafatoon attraverso il canale YouTube. Il 5 maggio è stato invece pubblicato il video, diretto da Isaac Rentz e che ha visto la partecipazione del cestista Kareem Abdul-Jabbar.
Il video, definito dal cantante Chester Bennington «una divertente distrazione dall'essere sempre seri», mostra una partita surreale di pallacanestro arbitrata da Abdul-Jabbar in cui Bennington esegue diversi canestri con l'obiettivo di salvare la propria vita.

## Tracce
Testi di Mike Shinoda, Brad Delson, Jesse Shatkin, Terrence Thornton e Michael Omari, musiche dei Linkin Park.
1. Good Goodbye (feat. Pusha T & Stormzy) – 3:31

## Formazione
Hanno partecipato alle registrazioni, secondo le note di copertina di One More Light:
Gruppo
- Chester Bennington – voce
- Rob Bourdon – batteria, cori
- Brad Delson – chitarra, cori
- Phoenix – basso, cori
- Joe Hahn – campionatore, programmazione, cori
- Mike Shinoda – tastiera, voce

Altri musicisti
- Pusha T – voce
- Stormzy – voce

Produzione
- Mike Shinoda – produzione, ingegneria del suono
- Brad Delson – produzione
- Jesse Shatkin – produzione aggiuntiva
- Andrew Bolooki – produzione vocale
- Ethan Mates – ingegneria del suono
- Josh Newell – ingegneria del suono
- Alejandro Baima – assistenza tecnica
- Warren Willis – assistenza tecnica
- Jerry Johnson – assistenza tecnica
- Manny Marroquin – missaggio
- Chris Galland – ingegneria al missaggio
- Jeff Jackson – assistenza
- Robin Florent – assistenza
- Chris Gehringer – mastering

## Classifiche
| Classifica (2017)                | Posizione massima |
| -------------------------------- | ----------------- |
| Austria                          | 69                |
| Francia                          | 173               |
| Germania                         | 65                |
| Nuova Zelanda                    | 46                |
| Portogallo                       | 70                |
| Stati Uniti (rock & alternative) | 15                |
| Svizzera                         | 49                |